# Ївженки
Ївженки — село в Україні, у Пирятинській міській громаді Лубенського району Полтавської області. Населення становить 1 особа. Орган місцевого самоврядування — Пирятинська міська рада.

## Назва
У 1995 р. назву села Ївженка було змінено на одну літеру.

## Географія
Село Ївженки розміщене на відстані 1,5 км від міста Пирятин, та за 1 км від сіл Замостище та Верхоярівка. Місцевість навколо села сильно заболочена.

## Історія
12 червня 2020 року, відповідно до розпорядження Кабінету Міністрів України № 721-р «Про визначення адміністративних центрів та затвердження територій територіальних громад Полтавської області», село увійшло до складу Пирятинської міської громади.
19 липня 2020 року, в результаті адміністративно - територіальної реформи та ліквідації Питятинського району, село увійшло до складу новоутвореного Лубенського району.

## Населення
За переписом населення України 2001 року в селі мешкала 1 особа. 100 % населення вказало своєю рідною мовою українську мову.